# جورج واشنطن ديلونج
جورج واشنطن ديلونج (بالإنجليزية: George Washington De Long)‏، (22 أغسطس 1844 - 31 أكتوبر 1881)، كان ضابطًا ومستكشفًا تابعًا للولايات المتحدة الأمريكية. قاد حملة جانيت في البحث عن البحر القطبي المفتوح.
ولد في مدينة نيويورك، وتلقى تعليمه في أكاديمية الولايات المتحدة البحرية، وتخرج في عام 1865. في عام 1879، توفي في عام 1881 بعمر 37 عاماً بسبب الجوع بعد أن غرقت به السفينة ونجا من الغرق حتى وصل إلى إحدى الجزر النائية في سيبيريا.

## روابط خارجية
- جورج واشنطن ديلونج على موقع الموسوعة البريطانية (الإنجليزية)